# Юл, Джордж Удни
Юл, Джордж Удни (англ. George Udny Yule, 18.02.1871 — 26.06.1951) — шотландский статистик, один из основателей анализа временных рядов.

## Биография
Родился в Морэме, недалеко от шотландского городка Хаддингтон. Его отец, Джордж Юл (1813—1886) был старшим братом известного востоковеда Генри Юла (1820—1889). Учился в Университетском колледже Лондона, в числе его учителей был математик Карл Пирсон. В 1893 году начал работать под руководством Пирсона, под влиянием последнего занялся статистикой. В 1912 году перешёл на работу в Кембриджский университет. В 1931 году пережил сердечный приступ, послуживший причиной снижения научной деятельности и выхода учёного на пенсию.
Член различных научных обществ, в частности Королевского статистического общества, в 1924—26 его президент.

## Главные труды
- George Udny Yule: Why do we sometimes get nonsense correlations between time-series? A study in sampling and the nature of time-series (with discussion). In: Journal of the Royal Statistical Society, Nr. 89, 1926, S. 1-69. заново напечатан (но без дискуссии) в Stuart/Kendall (1971)
- George Udny Yule: On a method of investigating periodicities in disturbed series, with special reference to Wolfer’s sunspot numbers. In: Philosophical Transactions of the Royal Society of London A, Nr. 226, 1927 , S. 267—298. заново напечатан в Stuart/Kendall (1971)
- Джордж Эдни Юл, Морис Дж. Кендэл Теория статистики / Пер. с англ. Под ред. Ф. Д. Лившица. — 14-е изд., пересмотр. и расшир. — М. : Госстатиздат, 1960. — 779 с. : черт.